# Elsothera nautilodea
Elsothera nautilodea är en snäckart som först beskrevs av Cox 1866.  Elsothera nautilodea ingår i släktet Elsothera och familjen Charopidae. Inga underarter finns listade i Catalogue of Life.